# The Cry of Love Tour
The Cry of Love Tour était une tournée de 1970 du guitariste et chanteur de rock américain Jimi Hendrix avec sa formation The Jimi Hendrix Experience qui s'était déroulée aux Etats-Unis du 25 avril 1970 au 1er août 1970, puis en Europe du 31 août 1970 au 6 septembre 1970. La tournée débute le 25 avril 1970 au Forum d'Inglewood, en Californie, jusqu'au 1er août 1970 à Honolulu, Hawaï. Elle reprenait trente jours plus tard en Europe pour une semaine du 31 août 1970 au festival de l'île de Wight 1970, Royaume-Uni et s'est terminé le 6 septembre 1970, au Love & Peace Festival à Fehmarn, en Allemagne de l'Ouest. La majorité des 37 concerts ont eu lieu aux États-Unis, avec deux chacun en Suède, au Danemark et en Allemagne de l'Ouest, et un en Angleterre, où Hendrix était le dernier acte du Festival de l'île de Wight en 1970.
Après avoir expérimenté différentes formations à la suite de la rupture de la formation originale du Jimi Hendrix Experience, Hendrix a refait appel au batteur Mitch Mitchell avec le bassiste Billy Cox remplaçant Noel Redding pour les prochains enregistrements et tournées. Le trio interprétait des chansons plus anciennes avec du matériel plus récent de l'album live Band of Gypsys et des chansons que Jimi développait pour First Rays of the New Rising Sun. Peu de temps après leur performance à l'île de Wight, la tournée a été interrompue en raison des problèmes de santé de Cox et Hendrix a dû réfléchir à la suite de sa carrière. Cependant, il mourut douze jours après le concert de Fehmarn.
Plusieurs concerts ont été enregistrés et filmés qui ont ensuite été publiés sur des albums et des films tous sortis après la mort du guitariste. Depuis leurs débuts en 1971, les performances de Berkeley, d'Atlanta et de l'île de Wight ont été rééditées à plusieurs reprises, plus récemment sous le nom de Blue Wild Angel: Live at the Isle of Wight (2002), Live at Berkeley (2003) et Freedom : Atlanta Festival Pop (2015). Des sélections de concerts continuent d'être incluses dans les rétrospectives et documentaires Hendrix, tels que Voodoo Child: The Jimi Hendrix Collection (2001), qui contient cinq chansons enregistrées pendant la tournée.

## Contexte
Après le départ de Noel Redding de la formation The Jimi Hendrix Experience le 29 juin 1969, Hendrix fait appel à son ami Billy Cox l'accompagner à la basse. En juillet, Hendrix, Cox et le batteur de l'Experience Mitch Mitchell s'installent à la campagne dans le nord de l'État de New York pour répéter avec une formation élargie avec le guitariste rythmique Larry Lee et les percussionnistes Juma Sultan et Jerry Velez. Un mois plus tard, le groupe fait ses débuts au festival de Woodstock désigné par Hendrix sous le nom de "Gypsy Sun and Rainbows". Mais après quelques concerts et sessions d'enregistrement, il est devenu évident que le groupe ne fait pas suffisamment de progrès et se sépare. Hendrix décide d'expérimenter une nouvelle formation en revenant au format trio, toujours avec Cox à la basse, tandis que Mitchell est remplacé par Buddy Miles à la batterie. Cependant, le nouveau trio, souvent appelé Band of Gypsys, a également été de courte durée. Le programmateur de tournée de Hendrix, Gerry Stickells, pense que "le propre manque d'engagement de Jimi envers le concept Band of Gypsys [est] son défaut fatal". Hendrix a exprimé son mécontentement à l'égard de l'album live ultérieur Band of Gypsys et Cox l'a vu comme une mesure provisoire pour respecter une obligation contractuelle,. Avec le retour de Mitchell aux côtés de Cox, le dernier groupe d'Hendrix n'a eu qu'un seul changement de membre de l'Experience ou du Band of Gypsys.

Peu de temps avant le début de la tournée, Hendrix a été interviewé pour Melody Maker , le magazine musical britannique : "J'ai appelé la tournée The Cry of Love parce que c'est de cela qu'il s'agit", ce que l'écrivain pensait également être le nom du nouveau groupe . Cependant, un nouveau nom n'a jamais été officiellement adopté, mais les organisateurs de concerts les ont souvent présentés comme The Jimi Hendrix Experience. Hendrix a expliqué :

« Je ne suis pas sûr de ce que je ressens à propos de l'Experience maintenant. Peut-être aurions-nous pu continuer, mais à quoi cela aurait-il servi ? À quoi cela aurait-il servi ? C'est un fantôme maintenant, c'est mort, comme les dernières pages d'un journal. Je suis dans de nouvelles choses et je veux penser à demain, pas à hier. »

Avec les sorties en mars-juin 1970 aux États-Unis et au Royaume-Uni du film et de la bande originale de Woodstock et de Band of Gypsys, Hendrix est resté l'une des plus grandes attractions de concerts de rock : "J'aimerais jouer dans certains festivals mais j'aimerais qu'ils rompent le événements un peu pour le public. Il n'y a aucune raison pour que ces foules immenses ne soient pas également diverties par des attractions annexes". Au cours de cette période, des manifestations, des émeutes et des affrontements avec la police ont eu lieu lors de plusieurs concerts. Certaines des performances de Hendrix ont été accueillies avec des demandes d'événements gratuits, comme au Berkeley Community Theatre (30 mai), Swing Auditorium (20 juin), Ventura County Fairgrounds (21 juin) et le New York Pop Festival (17 juillet), où ils ont conduit à de violents affrontements.
À cette époque, Hendrix écrivait et enregistrait également des chansons pour son prochain album First Rays of the New Rising Sun. Début juin, après de nombreux retards, son nouveau studio d'enregistrement, les studios Electric Lady, était opérationnelle. Hendrix a réussi à convaincre son manager, Michael Jeffery, d'accepter de limiter ses apparitions en concert à des week-ends de trois jours, afin que le groupe puisse retourner à New York pour enregistrer pendant le reste de la semaine. Il y a eu quelques moments où le groupe a pris congé : ils ne se sont produits que deux fois entre le 10 mai et le 5 juin (trois concerts ont été annulés pour raisons de santé) ; et deux fois entre le 27 juin et le 17 juillet. Le groupe a passé la majeure partie du mois d'août à enregistrer à Electric Lady, avant la soirée d'ouverture officielle le 26 août.
Ensuite, Hendrix est parti pour l'Angleterre et la partie européenne de la tournée. Pour sa première apparition en Angleterre en dix-huit mois, Hendrix était l'un des événements les plus attendus au Festival de l'île de Wight 1970. Quelques dates plus tard, Cox tomba malade et dut retourner aux États-Unis pour récupérer. Ainsi, après avoir donné seulement sept concerts européens, la tournée a été annulée. Hendrix est resté à Londres, où il a assisté à des soirées et joué avec d'autres musiciens. Il envisageait de trouver un nouveau bassiste et a rencontré Chas Chandler, le producteur de Are You Experienced et Axis: Bold as Love. Cependant, Hendrix est décédé le 18 septembre 1970.

## Répertoire de la tournée
Tout au long de la tournée, Hendrix a continué à interpréter du matériel de l'Experience et a présenté plusieurs nouvelles chansons. Purple Haze et Voodoo Child (Slight Return) terminaient fréquemment les concerts; Foxey Lady, Red House, Fire et Hey Joe étaient des incontournables en concert comme ils l'avaient été du temps de l'Experience. Hendrix a également continué à interpréter des chansons populaires qui remontaient de l'Experience, mais pas encore enregistrées à sa satisfaction, telles que Lover Man, Hear My Train A Comin' et Room Full of Mirrors. De son temps avec Cox et Miles, il a ajouté Machine Gun, Message to Love et Ezy Ryder.
Hendrix avait également un certain nombre de nouvelles chansons encore en développement qu'il a choisi d'inclure dans ses concerts: Freedom et Hey Baby (New Rising Sun) étaient parmi les nouveaux morceaux les plus joués; d'autres, tels que Straight Ahead, In from the Storm, Dolly Dagger et Midnight Lightning ont été joués occasionnellement. Les chansons ont marqué une nouvelle direction dans la musique de Hendrix,, que le biographe John McDermott décrit comme "la musique d'une expérience plus mature et raffinée... reflétant une approche plus subtile et complexe". À Atlanta Pop, où ils ont joué plusieurs nouvelles chansons, Hendrix a été encouragé par la réaction du public. Alors qu'ils quittaient la scène, il a fait remarquer à Cox, "nous devons foncer dans la bonne direction".

« [Les premières chansons de l'Experience] étaient peut-être anciennes pour Jimi et Mitch, mais elles étaient nouvelles pour moi. Je pense que l'ajout de ma saveur à ces chansons a rendu rafraîchissant pour Mitch et Jimi de les rejouer. Jouer de nouvelles chansons comme In from the Storm nous a permis de les sortir d'Electric Lady, qui était notre laboratoire, et de voir quelles seraient les réactions des gens. »

— Billy Cox
Les set lists, qui identifient les chansons à interpréter et leur ordre, n'étaient pas utilisées par le groupe. Selon Cox, "Nous n'avons jamais eu de set list. Jimi commence toujours la chanson. Donc, partout où il voulait aller, c'est là que nous allions." Lorsqu'il voulait prolonger une chanson, Hendrix fournissait un signal, comme un geste de la tête ou de la main connu de Mitchell et Cox. Le biographe David Moskowitz identifie les chansons interprétées le 26 juillet au Sick's Stadium de Seattle, Washington, comme représentatives du répertoire The Cry of Love :
- Fire
- Message to Love
- Lover Man
- Machine Gun
- The Star-Spangled Banner
- Purple Haze
- Hear My Train A Comin'
- Voodoo Child (Slight Return)
- Hey Baby (New Rising Sun)
- Freedom
- Red House
- Foxey Lady

Bien qu'il soit l'un de ses singles les plus vendus, Hendrix a généralement ignoré les demandes de All Along the Watchtower lors de ses tournées avec l'Experience. Cependant, après les débuts de la chanson vers le milieu de la tournée du 20 juin, il l'a interprétée plus souvent. Cox souhaitait approfondir le catalogue de Hendrix : "Je voulais jouer ces chansons... Je voulais qu'il joue Crosstown Traffic, mais nous n'avons jamais eu le temps de la répéter." Cependant, Hendrix l'a parfois surpris - lors d'un concert le 16 mai à la Temple University de Philadelphie, en Pennsylvanie, Cox a rappelé :

« Juste avant de monter sur scène, Jimi a dit que nous allions commencer le concert avec Sgt. Pepper's Lonely Hearts Club Band et Johnny B. Goode. Je l'ai juste regardé. Sergent Pepper et Johnny B. Goode ? Il a ri et a dit "Allez mec, tu connais toutes ces vieilles conneries!" »

Hendrix a également interprété Johnny B. Goode lors du premier concert du 30 mai au Berkeley Community Theatre. Pendant les répétitions de l'après-midi, le groupe a essayé un autre classique du rock and roll, Blue Suede Shoes de Carl Perkins. En Europe, Hendrix est revenu sur ses débuts de carrière pour quelques interprétations de Killing Floor de Howlin 'Wolf et de l'hommage de Muddy Waters avec Catfish Blues.

## Publications
Au fil des années, plusieurs films et albums publiés comportent des concerts de Hendrix issus de la tournée The Cry of Love (tous sont des albums, sauf indication contraire):
- Jimi Plays Berkeley (film comportant des chansons issues des deux concerts du 30 mai, paru en 1971)[51]
- Live at Berkeley (Second concert, 30 mai, paru en 2003)[52]
- Johnny B. Goode (album comportant des chansons issues des concerts à Berkeley du 30 mai et Atlanta Pop du 4 juillet, paru en 1986)[53]
- Stages (disque 4 du coffret: Atlanta Pop, 4 juillet, paru en 1991)[54]
- Jimi Hendrix: At the Atlanta Pop Festival (film d'Atlanta Pop, 4 juillet, paru en 1992)[55]
- Freedom: Atlanta Pop Festival (4 juillet, paru en 2015)[56]
- Jimi Hendrix: Electric Church (film du concert du 4 juillet, paru en 2015 en lien avec Freedom)[57]
- Rainbow Bridge (film du concert du 30 juillet, paru en 1971)[58]
- Live in Maui (les deux concerts du 30 juillet, paru en 2020)[59]
- Isle of Wight (31 août, paru en 1971)[60]
- Jimi Hendrix: At the Isle of Wight (film du concert du 31 août, paru en 1990)[61]
- Live Isle of Wight '70 (31 août, paru en 1991)[62]
- Blue Wild Angel: Live at the Isle of Wight (film et album du concert du 31 août, paru en 2002)[61]
- Live at the Isle of Fehmarn (6 septembre, paru en 2005)[63]

De plus, des chansons enregistrées pendant la tournée ont été publiées avec d'autres éléments en concert et/ou en studio :
- Rainbow Bridge (1971) et Blues (1994): Hear My Train A Comin' (Berkeley, 30 mai)[64],[65]
- Hendrix in the West (1972): Johnny B. Goode, Lover Man, Blue Suede Shoes (Berkeley, 30 mai); God Save the Queen, Sgt. Pepper's Lonely Hearts Club Band (Île de Wight, 31 août)[49]
- Soundtrack Recordings from the Film Jimi Hendrix (film & album 1973): Johnny B. Goode, Purple Haze (Berkeley, 30 mai); Machine Gun, Red House, In from the Storm (Île de Wight, 31 août)[66]
- The Jimi Hendrix Concerts (1982): Red House (New York Pop, 17 juillet)[67]
- Band of Gypsys 2 (1986): Voodoo Child (Atlanta Pop, 4 juillet); Stone Free, Ezy Ryder (Berkeley, 30 mai)[68]
- Cornerstones: 1967–1970 (1990): Fire, Stone Free (Atlanta Pop, 4 juillet)[69]
- The Jimi Hendrix Experience (2000): Johnny B. Goode, Blue Suede Shoes (Berkeley, 30 mai); Hey Baby / In from the Storm (Maui, 30 mai); All Along the Watchtower, In from the Storm (Île de Wight, 30 août)[70]
- Voodoo Child: The Jimi Hendrix Collection (2001): Hear My Train A Comin', Johnny B. Goode (Berkeley, 30 mai); Red House (New York Pop, 17 juillet); Foxey Lady (Maui, 30 juillet); Freedom (Île de Wight, 30 août)[71]
- West Coast Seattle Boy: The Jimi Hendrix Anthology (2010): Red House (Berkeley, 30 mai)[72]
- Voodoo Child (film 2010, paru avec West Coast Seattle Boy): portions de Machine Gun, Hey Baby, Purple Haze (Berkeley, 30 mai); Foxey Lady, In from the Storm (Maui, 30 juillet); Freedom, Voodoo Child (Île de Wight, 30 août)[73]
- Hear My Train A Comin' (film 2012): Message to Love, Lover Man, Purple Haze, Voodoo Child (New York Pop, 17 juillet); Killing Floor, Spanish Castle Magic, All Along the Watchtower, Foxey Lady (Love & Peace Festival, 6 septembre)[74]

## Concerts
| Date (1970)                                        | Ville                        | Lieu                               | Première(s) partie(s) / évènement                                                   | Ref(s) |
| -------------------------------------------------- | ---------------------------- | ---------------------------------- | ----------------------------------------------------------------------------------- | ------ |
| 25 avril                                           | Inglewood, Californie        | The Forum                          | - Buddy Miles Express - Ballin' Jack                                                | [ 75 ] |
| 26 avril                                           | Sacramento, Californie       | Cal Expo                           | - Buddy Miles Express - Blue Mountain Eagle                                         | [ 76 ] |
| 1er mai                                            | Milwaukee, Wisconsin         | Milwaukee Auditorium               | - Oz                                                                                | [ 4 ]  |
| 2 mai                                              | Madison, Wisconsin           | Dane County Coliseum               | - Savage Grace - Oz                                                                 | [ 4 ]  |
| 3 mai                                              | Saint Paul, Minnesota        | St. Paul Civic Center              | - Savage Grace - Oz                                                                 | [ 4 ]  |
| 4 mai                                              | New York                     | The Village Gate                   | - joue trois chansons en soutien à Timothy Leary                                    | [ 4 ]  |
| 8 mai (2 concerts)                                 | Norman, Oklahoma             | University of Oklahoma Field House | - Bloodrock                                                                         | [ 4 ]  |
| 9 mai                                              | Fort Worth, Texas            | Will Rogers Coliseum               | —                                                                                   | [ 4 ]  |
| 10 mai                                             | San Antonio, Texas           | HemisFair Arena                    | —                                                                                   | [ 4 ]  |
| 16 mai                                             | Philadelphie, Pennsylvanie   | Temple Stadium                     | - Grateful Dead - Steve Miller Band - Cactus                                        | [ 78 ] |
| 22 mai                                             | Cincinnati, Ohio             | Cincinnati Gardens                 | - Annulés                                                                           | [ 78 ] |
| 23 mai                                             | Saint-Louis, Missouri        | Kiel Auditorium                    | - Annulés                                                                           | [ 78 ] |
| 24 mai                                             | Columbus, Ohio               | Veterans Memorial Auditorium       | - Annulés                                                                           | [ 78 ] |
| 30 mai (2 concerts)                                | Berkeley, Californie         | Berkeley Community Theatre         | - Tower of Power                                                                    | [ 78 ] |
| 5 juin                                             | Dallas, Texas                | Memorial Auditorium                | - Ballin' Jack                                                                      | [ 48 ] |
| 6 juin                                             | Houston, Texas               | Sam Houston Coliseum               | - Ballin' Jack                                                                      | [ 48 ] |
| 7 juin                                             | Tulsa, Oklahoma              | Assembly Center Arena              | - Ballin' Jack                                                                      | [ 48 ] |
| 9 juin                                             | Memphis, Tennessee           | Mid-South Coliseum                 | —                                                                                   | [ 78 ] |
| 10 juin                                            | Evansville, Indiana          | Roberts Municipal Stadium          | —                                                                                   | [ 79 ] |
| 13 juin                                            | Baltimore, Maryland          | Baltimore Civic Center             | - Cactus - Ballin' Jack                                                             | [ 79 ] |
| 19 juin                                            | Albuquerque, Nouveau-Mexique | Albuquerque Civic Auditorium       | —                                                                                   | [ 79 ] |
| 20 juin                                            | San Bernardino, Californie   | Swing Auditorium                   | - Ballin' Jack - Grin                                                               | [ 79 ] |
| 21 juin                                            | Ventura, Californie          | Ventura County Fairgrounds         | - Ballin' Jack - Grin                                                               | [ 79 ] |
| 23 juin                                            | Denver, Colorado             | Mammoth Gardens                    | —                                                                                   | [ 79 ] |
| 27 juin                                            | Boston, Massachusetts        | Boston Garden                      | - The Illusion - Cactus                                                             | [ 79 ] |
| 4 juillet                                          | Byron, Géorgie               | Middle Georgia Raceway             | - Atlanta Pop Festival                                                              | [ 79 ] |
| 5 juillet (2 concerts)                             | Miami, Floride               | Miami Jai-Alai Fronton             | —                                                                                   | [ 79 ] |
| 17 juillet                                         | Randall's Island à New York  | Downing Stadium                    | - New York Pop Festival                                                             | [ 79 ] |
| 25 juillet                                         | San Diego, California        | San Diego Sports Arena             | - Cat Mother & the All Night Newsboys                                               | [ 80 ] |
| 26 juillet                                         | Seattle, Washington          | Sick's Stadium                     | - Cactus - Rube Tuben - The Rhondonnas                                              | [ 80 ] |
| 30 juillet(2 concerts)                             | Maui, Hawaï                  | ancien champ près d'Olinda (Hawaï) | - Tournage du film Rainbow Bridge - Rainbow Bridge Vibratory Color Sound Experiment | [ 80 ] |
| 1er août                                           | Honolulu, Hawaï              | Honolulu International Center      | —                                                                                   | [ 34 ] |
| 31 août                                            | Île de Wight, Royaume-Uni    | East Afton Farm                    | - Festival de l'île de Wight 1970                                                   | [ 34 ] |
| 31 août                                            | Stockholm, Suède             | Gröna Lund                         | —                                                                                   | [ 83 ] |
| 1er septembre                                      | Gothenburg, Suède            | Liseberg                           | —                                                                                   | [ 84 ] |
| 2 septembre                                        | Aarhus, Danemark             | Vejlby-Risskov Hallen              | - Blue Sun                                                                          | [ 86 ] |
| 3 septembre                                        | Copenhague, RFA              | K.B. Hallen                        | - Blue Sun                                                                          | [ 87 ] |
| 4 septembre                                        | Berlin-Ouest, RFA            | Deutschlandhalle                   | - Super Concert '70                                                                 | [ 87 ] |
| 6 septembre                                        | Fehmarn, RFA                 | Mecklenburg Bay                    | - Love & Peace Festival                                                             | [ 87 ] |
| "—" indicates that the information is unavailable. |                              |                                    |                                                                                     |        |